# Lierta
Lierta es una localidad de la comarca Hoya de Huesca perteneciente al municipio de La Sotonera en la Provincia de Huesca. Situada en una altura contigua a la sierra de Gratal, su distancia a Huesca es de 15 km

## Historia

### Edad Media
El 28 de mayo de 1305 el monasterio de San Salvador de Leire dio al rey Jaime II de Aragón el lugar de Lierta a cambio del patronato sobre la iglesia de Santa María del lugar de El Real (Sinue´s, nº. 209), siendo confirmada esta donación el 13 de febrero de 1329 (Sinués,nº. 210)
En 1845, según Madoz, Lierta tenía unas cincuenta casas, una Casa Ayuntamiento donde estaba la escuela, una cárcel establecida en el horno y una fuente "de buen agua". Ese mismo año a la población se le anexiona Puibolea y posteriormente entre la década del 1970 y 1980 se fusiona con Bolea, Esquedas, Plasencia del Monte y Quinzano para formar el nuevo municipio de La Sotonera.
Durante la guerra civil la población se vio envuelta en el frente de la Batalla de Huesca, quedando gravemente dañada pero en especial la iglesia.

## Demografía
| Gráfica de evolución demográfica de Lierta entre 1842 y 1970 |
| |
| Población de derecho según los censos de población del INE Población de hecho según los censos de población del INEEntre el censo de 1857 y el anterior, crece el término del municipio porque incorpora a Puibolea Entre el censo de 1981 y el anterior, este municipio desaparece porque se agrupa en el municipio La Sotonera |

| 1970 | 2000 | 2001 | 2002 | 2003 | 2004 |
| ---- | ---- | ---- | ---- | ---- | ---- |
| 112  | 53   | 53   | 51   | 54   | 50   |

## Monumentos

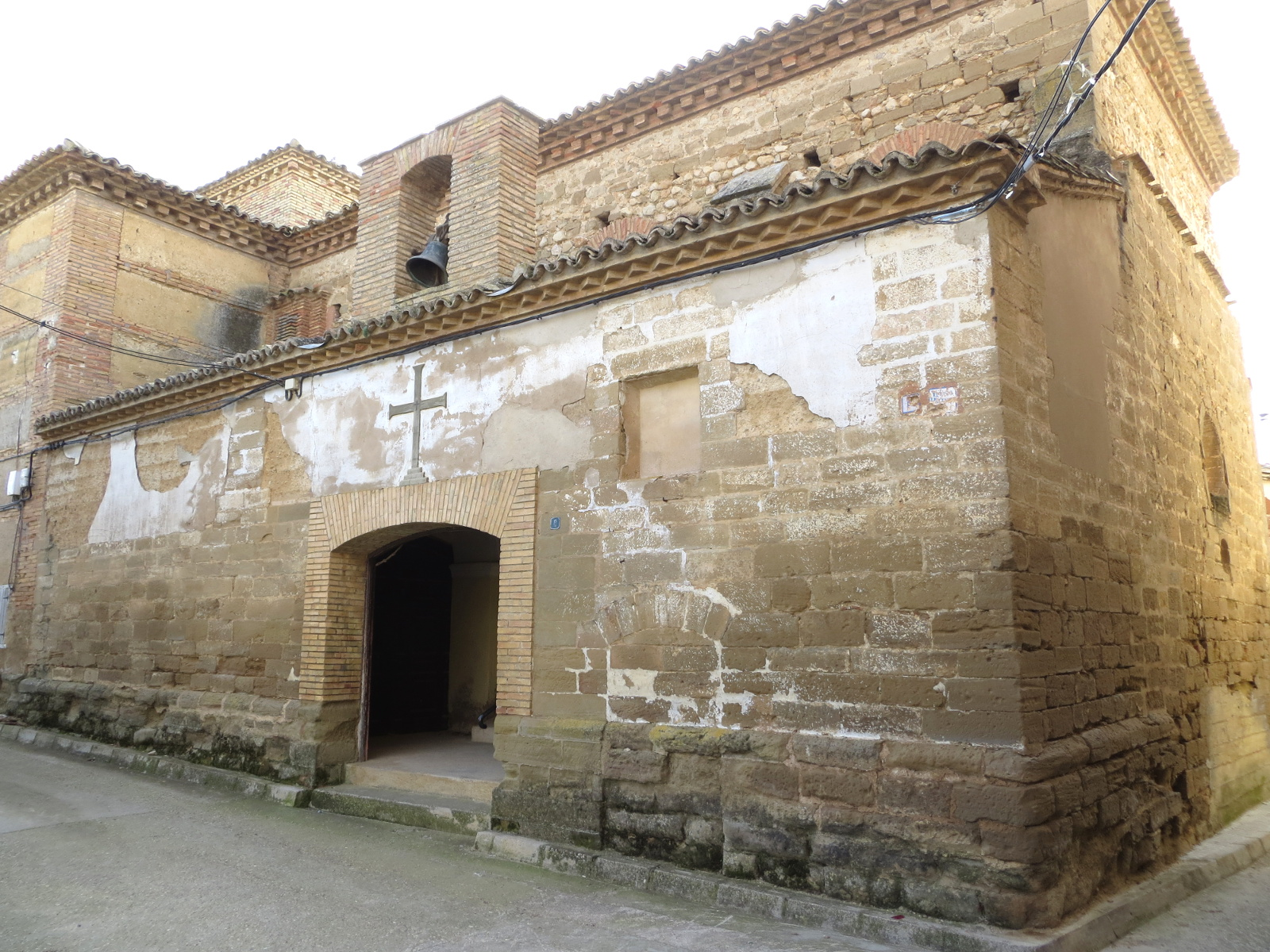
Iglesia parroquial de Lierta

- Iglesia parroquial dedicada a Nuestra Señora del Pilar (renacentista).
- Ermita de San Julián. Situada en una cueva en la sierra.
- Gorgas de San Julián. Nacimiento del río Venia.
- Ermita de Nuestra Señora de los Remedios.

## Para ver
- En un rincón del fondo de la barrancada, belén montañero que cada Navidad reúne centenares de oscenses. También la sierra y pico de Gratal al norte de la localidad. Tiene una vegetación muy interesante: encinas, coscojas, quejigos, madroños, acebos, tejos, pinos silvestres, arce de montpellier, avellanos, hayas, manzanos silvestres, arizones, etc. Hay un pequeño hayedo en la parte más al norte del antiguo municipio.

## Personas célebres nacidas en Lierta
- Joaquín Ezquerra - Humanista, que floreció en los siglos XVIII y XIX. Graduado en la Universidad de Huesca en Filosofía y Cánones, fue nombrado por S. M. profesor de los Reales Estudios de San Isidro de Madrid en 1771, obteniendo la cátedra de Sintaxis Latina en 1795, en cuyo cargo aún se hallaba a principios del siglo XIX. Fundó el Memorial Literario (1784-1808), uno de los más destacados periódicos de la época ilustrada, y lo dirigió durante buena parte de su existencia. Entre las obras que publicó, sobresalen: Un elogio de San Isidro Labrador, en verso castellano (Madrid, 1779); Genethliaco (Madrid, 1783); y Retratos de los Reyes de España, en 3 volúmenes (Madrid, 1782-1788), obra que abarca desde los reyes godos hasta Carlos III, con inscripciones y grabados de don Manuel Rodríguez, de la Real Academia de San Fernando.
- Bernardo Monreal Ascaso - Geógrafo, que nació el 20 de agosto de 1824 en el caserío del castillo de Becha, perteneciente a la parroquia de Lierta. Catedrático de Geografía del Instituto de Ávila hasta 1872, se trasladó luego a la Corte en calidad de geógrafo. Falleció en Madrid el 29 de julio de 1894, habiendo dejado un legado importante para la fundación de la Escuela de Artes y Oficios en Huesca, que fue inaugurada por el obispo don Mariano Supervía el 20 de abril de 1906. Se dedicó a María Auxiliadora y se puso luego al cuidado de los padres salesianos.